# Lucas Wasilewsky
Lucas Wasilewsky Ferreira (Juan Lacaze, 21 aprile 2003) è un calciatore uruguaiano, centrocampista del Liverpool (M).

## Caratteristiche tecniche
Gioca come centrocampista centrale.

## Carriera
Wasilewsky è cresciuto nel settore giovanile del Liverpool (M), dove ha debuttato il 14 ottobre 2023 nell'incontro di Primera División vinto 2-0 contro il La Luz.

## Statistiche

### Presenze e reti nei club
Statistiche aggiornate al 20 aprile 2024.
| Stagione        | Squadra         | Campionato      | Campionato | Campionato | Coppe nazionali | Coppe nazionali | Coppe nazionali | Coppe continentali | Coppe continentali | Coppe continentali | Altre coppe | Altre coppe | Altre coppe | Totale | Totale | Totale |
| Stagione        | Squadra         | Comp            | Pres       | Reti       | Comp            | Pres            | Reti            | Comp               | Pres               | Reti               | Comp        | Pres        | Reti        | Pres   | Reti   |        |
| --------------- | --------------- | --------------- | ---------- | ---------- | --------------- | --------------- | --------------- | ------------------ | ------------------ | ------------------ | ----------- | ----------- | ----------- | ------ | ------ | ------ |
| 2023            | Liverpool (M)   | PD              | 1          | 0          | CU              | 3               | 0               | CL                 | 0                  | 0                  | SU          | 0           | 0           | 4      | 0      |        |
| 2024            | Liverpool (M)   | PD              | 7          | 0          | CU              | 0               | 0               | CL                 | 1                  | 0                  | SU          | 1           | 0           | 9      | 0      |        |
| Totale carriera | Totale carriera | Totale carriera | 8          | 0          |                 | 3               | 0               |                    | 1                  | 0                  |             | 1           | 0           | 13     | 0      |        |

## Palmarès

### Club

#### Competizioni nazionali
- Campionato uruguaiano: 1

Liverpool Montevideo: 2023
- Supercoppa uruguaiana: 2

Liverpool Montevideo: 2023, 2024